# گوهرسوسک غول‌پیکر
گوهرسوسک غول‌پیکر (انگلیسی: Julodimorpha bakewelli) گونه ای از سوسک قاب‌بالان از خانواده گوهرسوسکان است. اولین بار توسط آدام وایت در سال ۱۸۵۹ توصیف گونه شد.